# Jakub Mareczko
Jakub Mareczko (né le 30 avril 1994 à Jarosław en Pologne) est un coureur cycliste italien, professionnel depuis 2015.

## Biographie

### Débuts cyclistes et carrière chez les amateurs
Né en Pologne et d'origine polonaise, il s'installe en Italie avec sa mère à l'âge de cinq ans à Brescia.
Considéré comme un sprinteur, il obtient ses premiers bons résultats chez les amateurs lors des saisons 2013 et 2014. Il remporte 16 courses et attire l'attention de Davide Cassani, le sélectionneur italien. Il le voit comme l'un des meilleurs jeunes espoirs du pays. En 2014, Mareczko est le coureur le plus victorieux parmi les espoirs italiens. Début août 2014, l'équipe italienne Neri Sottoli - qui devient l'équipe Southeast en 2015 - annonce sa signature pour les deux prochaines saisons. Il est considéré comme l'un des principaux espoirs de l'équipe, qui est en difficulté en raison de cas répétés de dopage. L'équipe engage également le sprinteur vétéran Alessandro Petacchi avec l'espoir qu'il soit en mesure d'aider Mareczko à se développer comme coureur (en particulier à progresser dans les montées),.

### Carrière professionnelle
Les premières victoires de Mareczko en tant que cycliste professionnel arrivent lors du Tour du Táchira 2015 (une course classée en 2.2 où la plupart des coureurs sont des amateurs), où il remporte les 3e et 4e étapes,. Il est ensuite choisi pour être leader de la sélection italienne dans les étapes de sprint du Tour de San Luis, où il termine deux fois dans le top 10, dont une troisième place sur la dernière étape derrière Mark Cavendish et Fernando Gaviria. Il participe au Circuit Het Nieuwsblad 2015 et à Kuurne-Bruxelles-Kuurne 2015 mais ne termine pas ces épreuves. Il se classe troisième sur la deuxième étape du Tour de Langkawi 2015, puis termine deuxième sur les quatrième et sixième étapes. Il participe ensuite à plusieurs courses flandriennes (À travers les Flandres, le GP E3, le Gand-Wevelgem, les Trois Jours de La Panne et le GP de l'Escaut), mais n'en termine aucune. En juillet, il s'adjuge deux étapes du Tour du Venezuela, une course classée en 2.2. À la fin de la saison sur route 2015, il gagne la sixième étape du Tour de Hainan. Quelques jours avant cette victoire, Southeast-Venezuela a annoncé que son contrat est renouvelé pour deux saisons supplémentaires. Il continue d'engranger les victoires en Chine lors du Tour du lac Taihu, où il remporte, lors de sprints massifs, sept des neuf étapes. Il gagne également le classement général, le classement par points et le classement du meilleur jeune. Il termine deuxième de l'UCI Asia Tour.
Il réalise une saison 2016 avec des résultats équivalents, en signant douze  victoires, dont trois sur le circuit Europe Tour. Il participe à son premier Tour d'Italie, mais abandonne dès la 5e étape. En octobre, il est sélectionné pour disputer les mondiaux espoirs, disputés au Qatar sur un parcours totalement plat et où il est considéré comme l'un des favoris. Il obtient au sprint la médaille de bronze, battu par le Norvégien Kristoffer Halvorsen et l'Allemand Pascal Ackermann. Il termine la saison au début de novembre, remportant le Tour of Yancheng Coastal Wetlands et trois étapes du Tour du lac Taihu.
En 2017, après avoir remporté les troisième et septième étapes du Tour de Langkawi et une étape du Tour de Bretagne, il participe à nouveau au Tour d'Italie. Il termine notamment deuxième des cinquième et treizième étapes derrière le Colombien Fernando Gaviria, avant d'abandonner la course. Il n'obtient des résultats significatifs qu'en octobre, lorsqu'il gagne cinq étapes et le général du Tour du lac Taihu. Il termine sa troisième année en tant que professionnel à la fin du mois en remportant cinq autres étapes du Tour de Hainan, faisant de ses quatorze succès, le cycliste le plus victorieux de la saison, à égalité avec l'Allemand Marcel Kittel et le Colombien Fernando Gaviria. En 2018, il s'adjuge un total de 13 étapes, réparties sur le Sharjah Tour, le Tour du Maroc, le Tour de Chine II, le Tour du lac Taihu et le Tour de Hainan. 
En 2019, il rejoint pour la première fois l'UCI World Tour au sein de l' équipe CCC. En mai, il est hors délai lors de la 12e étape du Tour d'Italie. Au mois de juillet, il termine troisième du Grand Prix Pino Cerami remporté par le Français Bryan Coquard sous une chaleur caniculaire. Durant l'hiver, il se fait opérer de la cloison nasale. Début 2020, avant l'arrêt des courses en raison de la pandémie de Covid-19, il est deuxième d’une étape du Tour de La Provence derrière Nacer Bouhanni.
Il participe en 2020 pour la première fois de la carrière au tour d’Espagne et finit notamment 3eme de la 4ème étape avant d’abandonner  la course lors de la 11eme etape.
Mareczko s'engage pour 2024 avec l'équipe italienne Corratec-Selle Italia.

## Palmarès et classements mondiaux sur route

### Palmarès
| - 2013 - Trophée Stefano Fumagalli - Medaglia d'Oro Nino Ronco - Coppa d'Inverno - 2e de la Medaglia d'Oro Città di Monza - 2e du Coppa Città di Bozzolo - 2e du Circuito Molinese - 3e du Circuito Alzanese - 2014 - Coppa Città di Melzo - Trophée Antonietto Rancilio - Trophée Visentini - Vicence-Bionde - Circuito del Porto-Trofeo Arvedi - Trophée de la ville de Castelfidardo - Medaglia d'Oro Città di Monza - Gran Premio Fiera del Riso - Trophée Lampre - Gran Premio Sannazzaro - Gran Premio d'Autunno - 2e de la Coppa San Bernardino - 2e du Circuito di Sant'Urbano - 2e du Circuito del Termen - 2e du Circuito Castelnovese - 3e du Gran Premio Somma - 2015 - 3e et 4e étapes du Tour du Táchira - 2e et 9e étapes du Tour du Venezuela - 6e étape du Tour de Hainan - Tour du lac Taihu : - Classement général - 1re, 2e, 3e, 6e, 7e, 8e et 9e étapes - 2e de l'UCI Asia Tour - 2016 - 7e étape du Tour de San Luis - 6e étape du Tour de Langkawi - 3e étape de la Semaine internationale Coppi et Bartali - 5e et 8e étapes du Tour de Turquie - 2e, 11e et 13e étapes du Tour du lac Qinghai - 1re, 2e et 6e étapes du Tour du lac Taihu - Tour of Yancheng Coastal Wetlands - Médaillé de bronze du championnat du monde sur route espoirs | - 2017 - 3e et 7e étapes du Tour de Langkawi - 3e étape du Tour de Bretagne - Tour du lac Taihu : - Classement général - 2e, 3e, 4e, 6e et 7e étapes - 2e, 3e, 4e, 5e et 6e étapes du Tour de Hainan - 2018 - 2e et 4e étapes du Sharjah Tour - 1re, 3e, 5e,7e, 9e et 10e étapes du Tour du Maroc - 5e étape du Tour de Chine II - 3e, 5e et 7e étapes du Tour du lac Taihu - 1re étape du Tour de Hainan - 2019 - 3e du Grand Prix Pino Cerami - 2020 - 2e, 3e et 4e étapes du Tour de Hongrie - 2021 - Trofej Umag-Umag Trophy - 1re étape (a) de la Semaine internationale Coppi et Bartali - 2022 - 4e étape du Tour d'Antalya - 3e étape du ZLM Tour - 4e étape du Tour de Langkawi - 2e du ZLM Tour - 2023 - 5e étape du Tour de Bretagne - 2e étape du ZLM Tour - 2024 - Circuito del Porto-Trofeo Arvedi - 2e étape du Tour de Grèce - 1re étape du Tour de Hainan - 2e du Grand Prix Adria Mobil - 3e de l'Trofej Umag-Umag Trophy - 2025 - 4e étape du Tour de Mersin |  |

### Résultats sur les grands tours

#### Tour d'Italie
5 participations
- 2016 : abandon (5e étape)
- 2017 : non-partant (14e étape)
- 2018 : abandon (9e étape)
- 2019 : hors délai (12e étape)
- 2022 : abandon (4e étape)

#### Tour d'Espagne
1 participation
- 2020 : abandon (11e étape)

### Classements mondiaux
| Année                                 | 2014 | 2015 | 2016 | 2017  | 2018  | 2019 | 2020 | 2021 | 2022 | 2023 | 2024 |
| ------------------------------------- | ---- | ---- | ---- | ----- | ----- | ---- | ---- | ---- | ---- | ---- | ---- |
| Classement mondial                    |      |      | 204e | 138e  | 247e  | 399e | 469e | 408e | 252e | 343e | 440e |
| UCI Europe Tour                       | 336e | 706e | 484e | 1406e | 1740e | 318e | 386e | 335e | 205e | nc   | nc   |
| UCI Asia Tour                         | nc   | 2e   | 18e  | 3e    | 15e   |      |      |      |      |      |      |
| UCI America Tour                      | nc   | 65e  | 308e | nc    | nc    |      |      |      |      |      |      |
| UCI Africa Tour                       | nc   | nc   | nc   | nc    | 62e   |      |      |      |      |      |      |
|                                       |      |      |      |       |       |      |      |      |      |      |      |
| Légende : nc = non classéSource : UCI |      |      |      |       |       |      |      |      |      |      |      |

## Palmarès sur piste

### Championnats d'Europe
- Anadia 2012
  -  Médaillé de bronze du scratch juniors

### Championnats nationaux
- 2012
  -  Champion d'Italie de vitesse par équipes juniors (avec Alberto Dell'Aglio et Michael Bresciani)
  -  Champion d'Italie du kilomètre juniors
  - 3e du championnat d'Italie de vitesse juniors
- 2013
  - 3e du championnat d'Italie de vitesse par équipes